# Georges Auguste Leschot

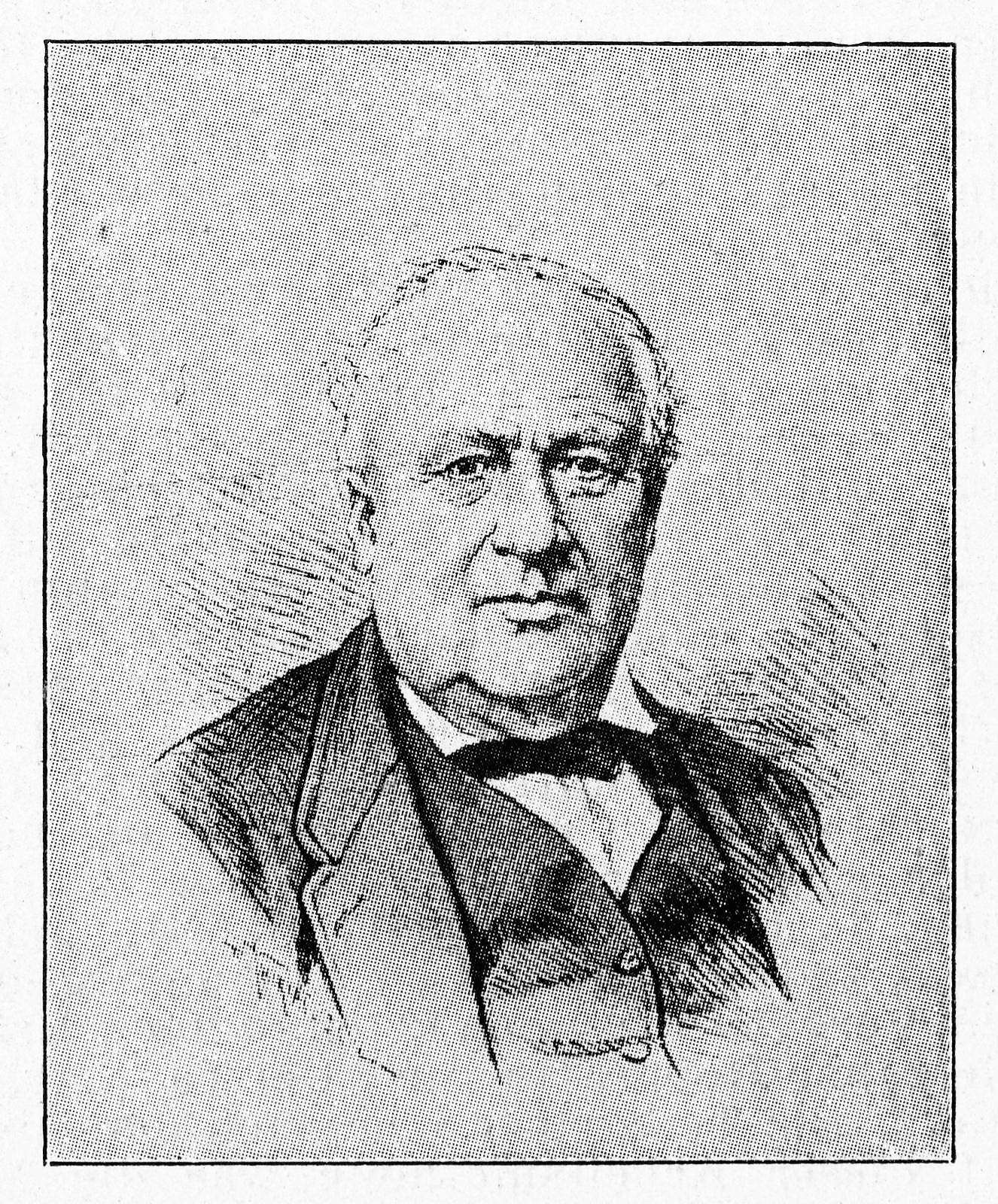
Georges Auguste Leschot

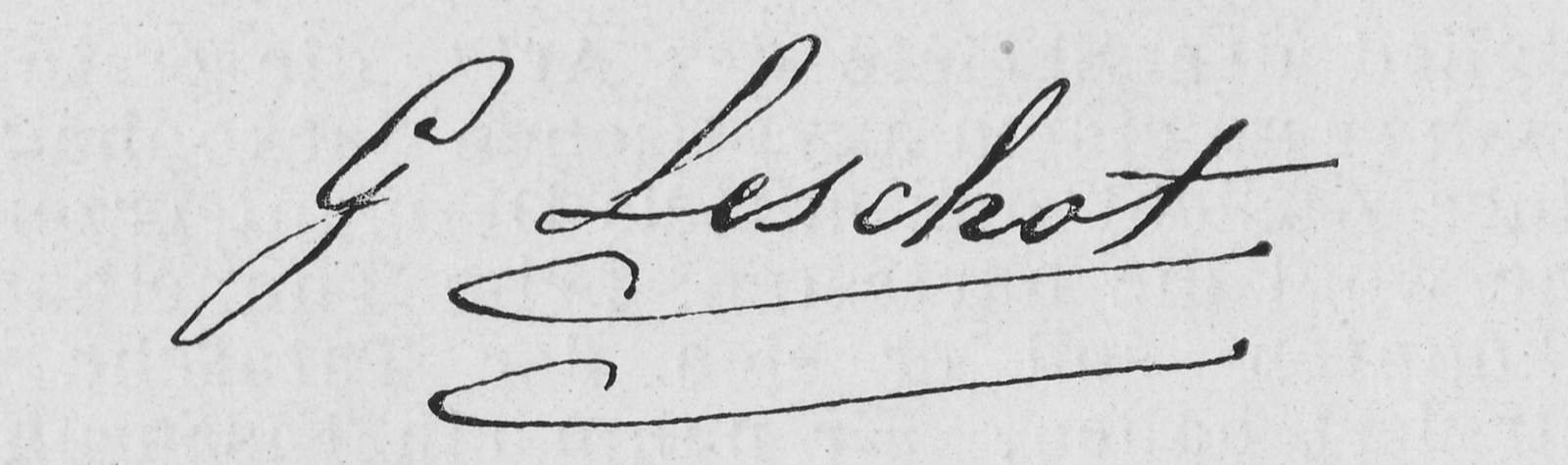
Unterschrift

Georges Auguste Leschot, auch Georges–Auguste (* 24. März 1800 in Genf; † 4. Februar 1884 in Plainpalais), war ein Schweizer Industrieller, Uhrmacher und Erfinder.

## Leben
Georges Auguste Leschot wurde als Sohn des Uhrmachers Jean-Frédéric Leschot (1747–1824) am 24. März 1800 in Genf geboren. Er besuchte in Genf die Schule. 1812 kam er zu seinem Onkel, einem Pastor, nach Bévilard, der ihn dann weiter unterrichtete.
1816 kehrte er nach Genf zurück und lernte beim Uhrmacher Chanson die Uhrmacherei, dann bei Babault das Steinmetzen.
Gleich nach der Lehre machte er sich mit wechselnden Partnern selbständig mit der Herstellung und beim Verkauf von Uhren.
Schon als Lehrling verkehrte er beim Arzt, Dr. Alexis Chuit, der ihm seine Bücherei zur Verfügung stellte. Da erarbeitete er sich das theoretische Wissen.
1829 heiratete er Charlotte Thérèse Françoise Chuit, die Tochter des Arztes.
Am 4. Februar 1884 ist Georges Auguste Leschot im Alter von 84 Jahren in Plainpalais (heute Gemeinde Genf) gestorben.

## Leistungen

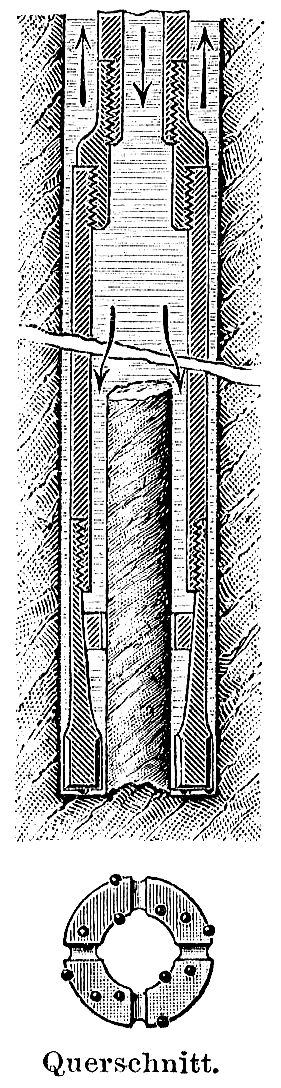
Diamantbohrkrone mit Kernrohr vom Leschot

- 1825 verbesserte er die von Thomas Mudge erfundene Ankerhemmung durch die Erfindung des „Zugwinkels“ an den Ankerpaletten. Dank dieser Verbesserung verdrängte die Ankerhemmung bei tragbaren Uhren, in der 2. Hälfte des 19. Jahrhunderts, fast alle anderen Hemmungen.
- 1839 fing Leschot bei der Uhrenfabrik Vacheron Constantin als technischer Leiter an und führte mit den von ihm erfundenen Werkzeugmaschinen die Serienfertigung von Uhrwerken ein, was die Präzision und Qualität der Taschenuhren erheblich verbesserte.
- 1840 konstruierte er im Auftrag von Vacheron-Constantin einen Pantografen für die Uhrenfertigung, der die einfache Vervielfältigung gleicher Teile in unterschiedlichen Grössen erlaubte. Leschot legte großen Wert auf die Austauschbarkeit von Komponenten, was zur Kostensenkung und ökonomischeren Herstellung führte.
- 1864 entwickelte er ein Verfahren zur Bohrung von hartem Gestein mittels eines Diamantbohrers. Im Jahre 1867 wurde der Diamantbohrer zum ersten Mal an einer mit Luftkompressor arbeitenden Maschine beim Bau des Mont-Cenis-Eisenbahntunnels versuchsweise eingesetzt.[3][4][5]
- Leschot war auch an der Gründung einer Uhrenfabrik von Cluses (Département Haute-Savoie) beteiligt, wo er die Berufsausbildung der Mädchen förderte.[6]

Georges Auguste Leschot brachte im Laufe von 60 Jahren viele Erfindungen zur technischen Reife. Er war ein erfolgreicher Pionier der maschinellen Uhrenfertigung in der Schweiz.

## Auszeichnungen
- 1851 wurde er Mitglied der Société des Arts (Genfer Kunstgesellschaft)
- 1845 erhielt er von der Societé des Arts die begehrte Auszeichnung „Auguste de la Rive“ als Auszeichnung für besondere Pionierleistungen auf dem Gebiet der Uhrenherstellung.[7]
- 1876 erhielt er die Goldmedaille der Société des Arts als Auszeichnung für das Verfahren zur Bohrung von hartem Gestein mittels eines Diamantbohrers[6]

## Werke
- mit Marc Thury: Notice sur un nouveau moyen de supprimer le frottement. Kubli et Noverraz, Genève 1866.